# 14502 Морден
14502 Морден (14502 Morden) — астероїд головного поясу, відкритий 17 листопада 1995 року.
Тіссеранів параметр щодо Юпітера — 3,631.